# Dragons World
Dragons World（ドラゴンズワールド）はiOS・Android用ゲームアプリ。開発はSocial Quantum。ジャンルはシミュレーションゲーム。
本作は自分のドラゴンを育成するシミュレーションゲームであるファンタジー作品。最初にチュートリアルでドラゴンの育成に関わる事を教えてもらい、終了後に自分のドラゴンを貰う。ドラゴンの種類は300以上存在するとされる。本作は自由度が高いとされている。本作は定期的なアップデートがなされている。
2014年7月18日の日本のiOS App Storeのランキングで1位になったという。

## ゲームシステム

### 育成
ドラゴンに餌を与えると経験値のようなものが増える。経験値が一定まで溜まるとレベルが上がり、レベルが上がると対戦時に使えるスキルが増える。成長のさせ方は2通り存在し、島内の障害物を除去する能力か、新しいドラゴンを生み出す能力のいずれかを高められる。

### 飼育
ドラゴンを2頭選んで飼育を行う事で新たなドラゴンを誕生させる事が出来る。飼育によってレアなドラゴンを入手する事が可能である。

### 属性
ドラゴンには属性が存在する。属性は全部で「ファイア」「エア」「アース」「ネイチャー」「ウォーター」「ライト」「トワイライト」「マジック」が存在する。

### 対戦
オンライン対戦が可能。パーティを決めて対戦相手を選ぶなどでバトルを開始する。対戦はターン式で自分のドラゴンのスキルを選択することで進んでいき、相手パーティを倒すと勝利。

### 島
本作には島が存在する。島には温室を設置して何を栽培するかを決められる。ドラゴンの餌を育てる事が可能であり、育てる餌によって必要な時間は異なる。島には障害物がいくつか存在し、障害物を除去するためには条件が存在する。

### 店
店では施設やドラゴンを購入できる。購入するものによっては課金が必要になる事がある。

### クエスト
本作にはクエストが存在する。